# Boisseuil
 Boisseuil  (en idioma occitano Boissuélh) es una población y comuna francesa, en la región de Lemosín, departamento de Alto Vienne, en el distrito de Limoges y cantón de Pierre-Buffière.

## Demografía
| 582 | 574 | 838 | 1223 | 1558 | 1969 | 2538 |
| Para los censos de 1962 a 1999 la población legal corresponde a la población sin duplicidades (Fuente: INSEE [Consultar]) |     |     |      |      |      |      |